# Hamilton (Contea di Mercer, New Jersey)
Hamilton è un comune degli Stati Uniti d'America, nella contea di Mercer, nello Stato del New Jersey.
Fondata nel 1842 distaccandosi dalla Nottingham Township, oggi non più esistente, la township di Hamilton si trova immediatamente ad est di Trenton, nella parte centrale dello Stato.
Hamilton deve il suo nome alla località di Hamilton Square, intitolata così in onore di Alexander Hamilton, economista, tra i padri fondatori degli Stati Uniti.